# 岡崎市体育館

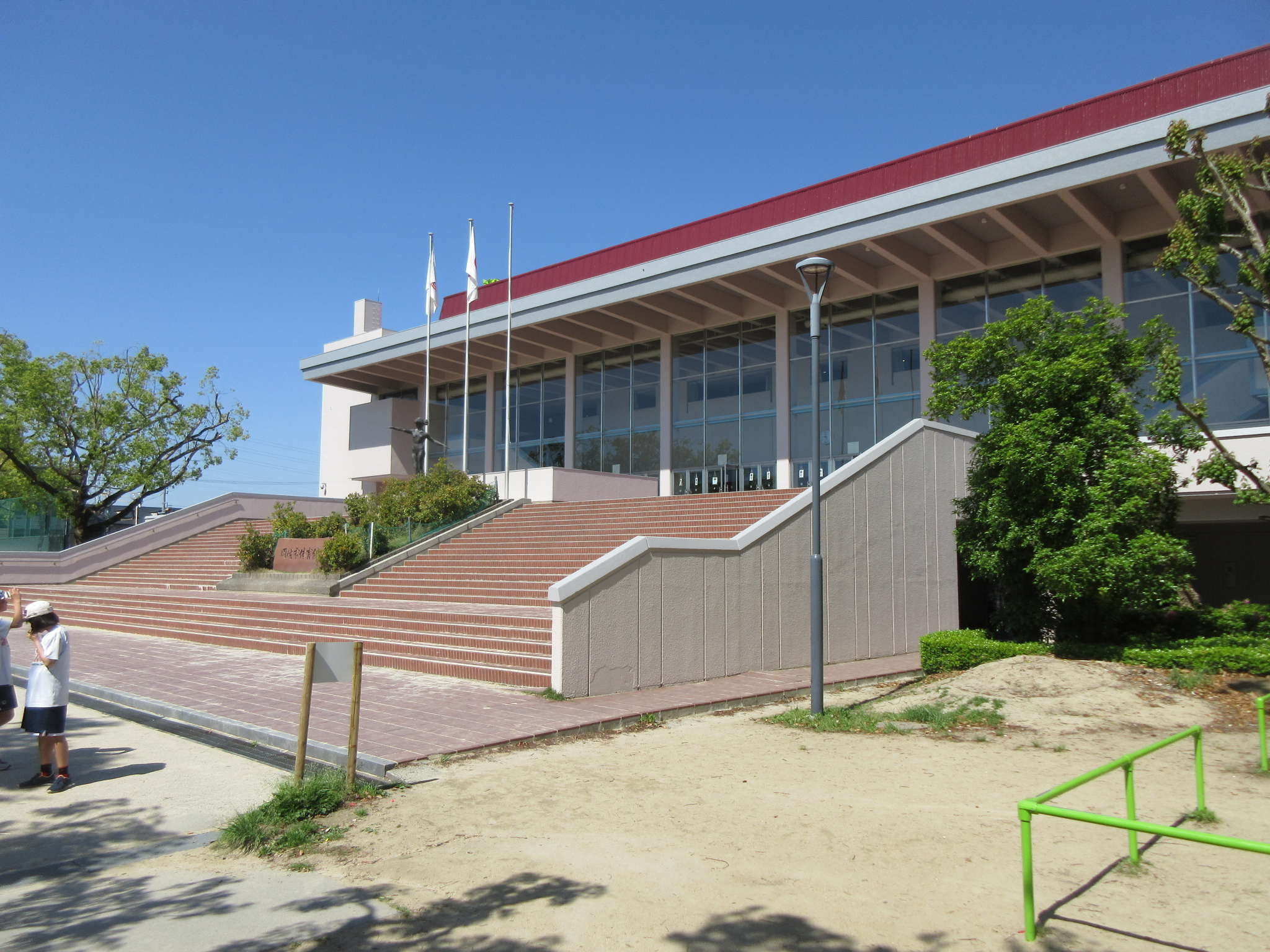
岡崎市体育館

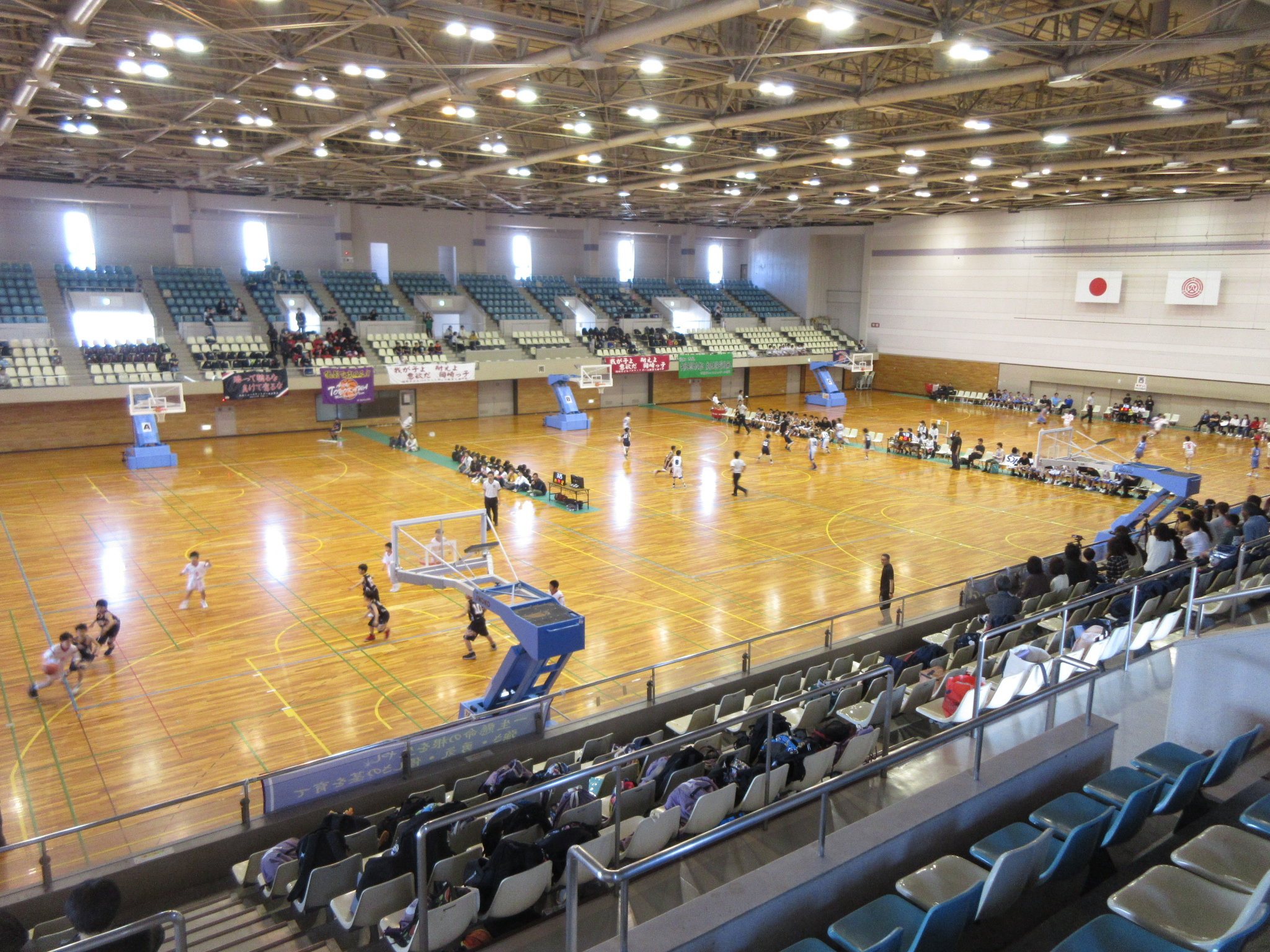
競技場

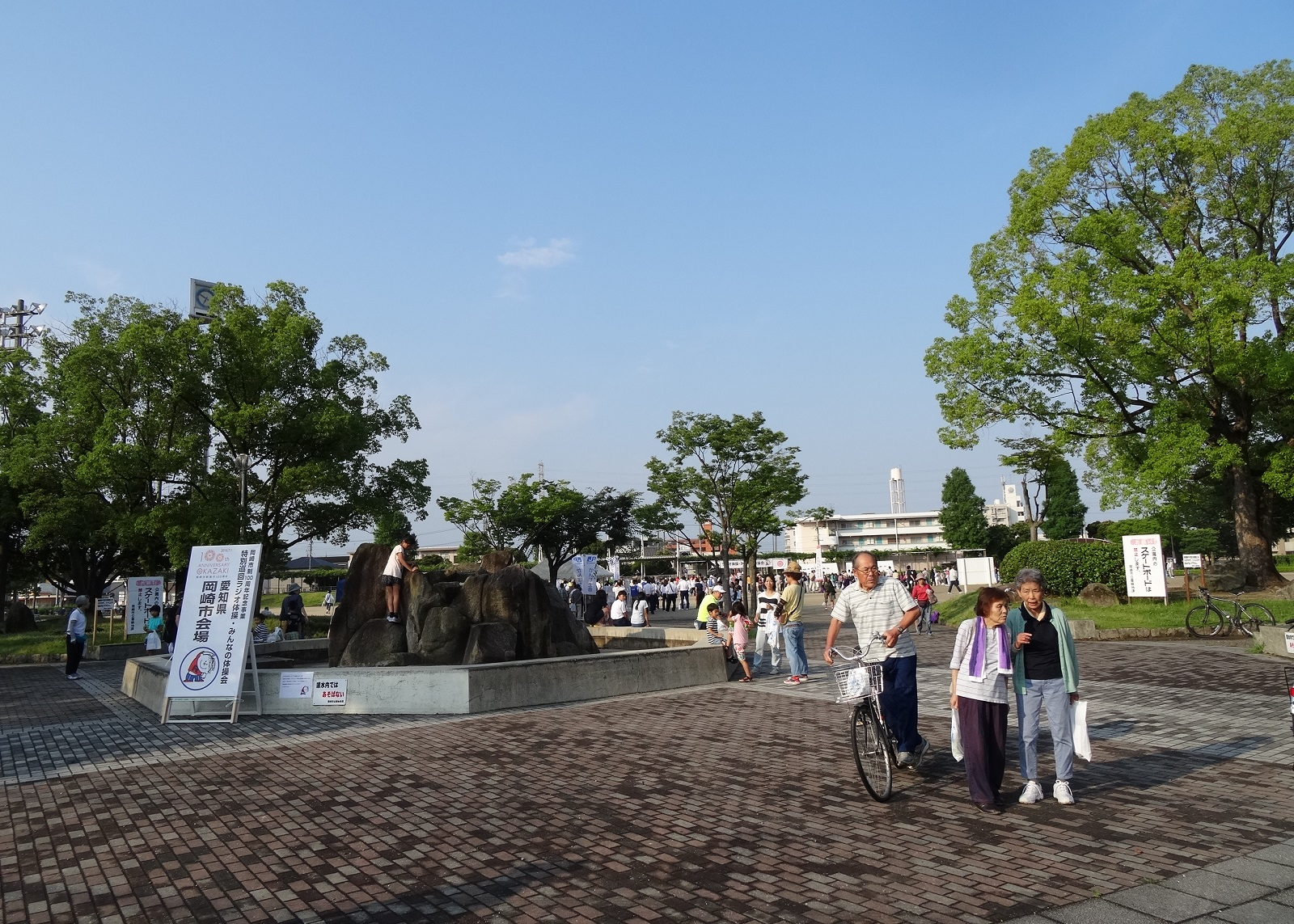
六名公園運動場の入口

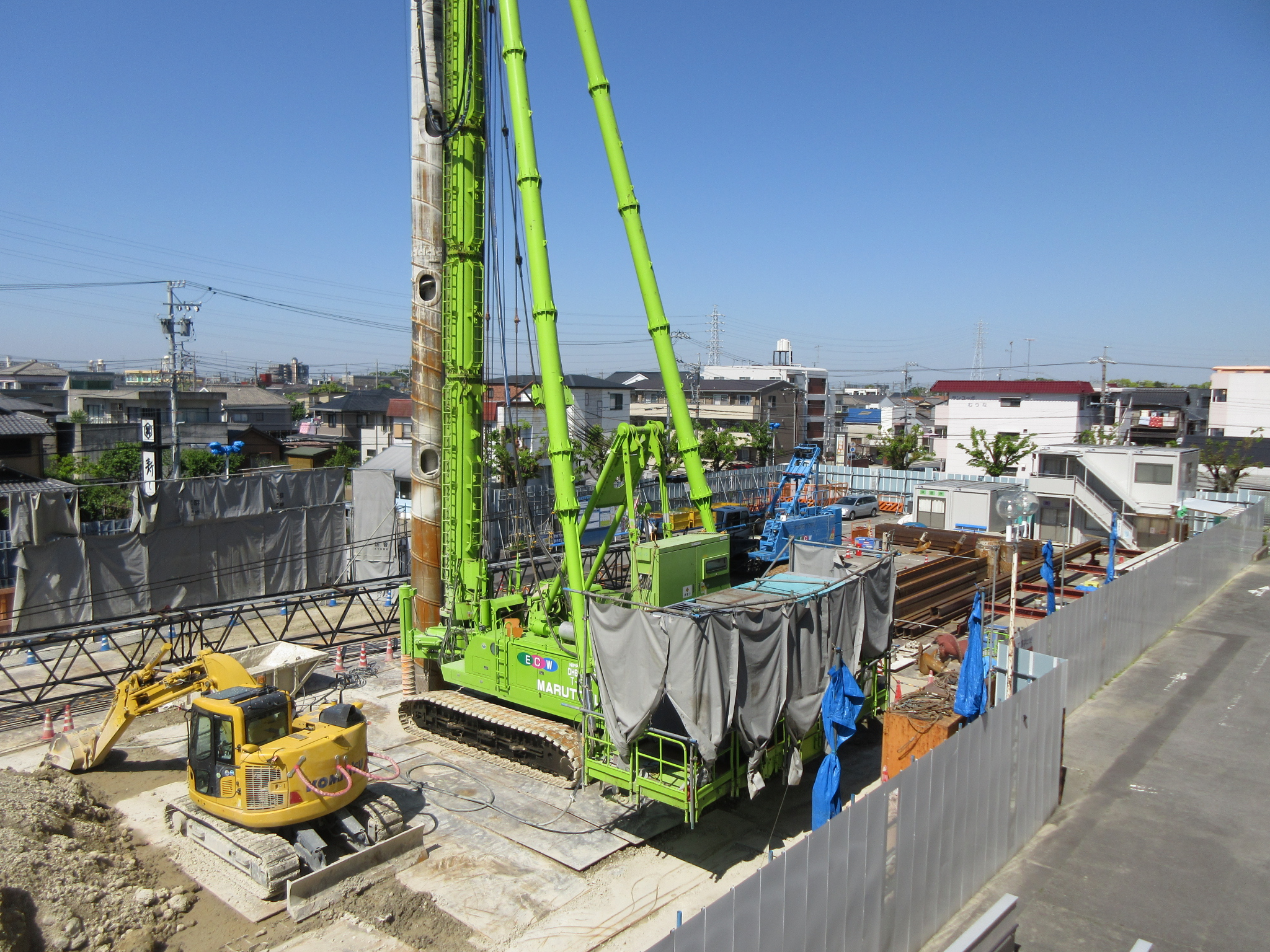
敷地内に建設中の六名雨水ポンプ場

岡崎市体育館（おかざきし たいいくかん）は、愛知県岡崎市六名本町にある体育館。（公財）岡崎市スポーツ協会が管理運営をしている。

## 概要
1968年（昭和43年）6月27日、市内康生通西の旧・岡崎市立連尺小学校跡地において岡崎スポーツガーデンの流水プール兼スケートリンクがオープン。10月1日には同所に市民体育館を有するボウリング本館が建設される。しかし体育館については面積が狭く、また駐車場の台数が限られていたため市民から新体育館建設の強い要望が出ることとなった。
1969年（昭和44年） から始まった南部土地区画整理事業の区域内に約13,100平方メートルの用地が確保され、1975年（昭和50年）9月1日にソフトボール場2面、サッカー場1面を有する六名公園運動場が整備された。岡崎市体育館は同公園内に建てられ、1976年（昭和51年）6月30日竣工。市制60周年日にあたる同年7月1日に完成式が行われた。
1992年（平成4年）1月開催の第43回大会までしばらく岡崎市民駅伝競走大会の起終点だった。六名公園運動場の貯留池設置工事をきっかけとして、駅伝大会の起終点は翌1993年（平成5年）から岡崎中央総合公園入り口に変わった。
2017年（平成29年）5月、岡崎市は日本下水道事業団と六名雨水ポンプ場の築造工事委託に関する基本協定を締結。2022年度までに体育館南側の駐車場の敷地に同ポンプ場が完成する予定（主体工事：事業費35億1,700万円、管渠工事：事業費16億6,233万6,000円）。
利用時間は9：00～21：00。休館日は毎週火曜日（祝日の場合は翌日以後の最初の平日）、12月29日から1月3日の年末年始。

## 施設

### 競技場
- 面積：2,523 m2[11]
- 観覧席：2,544席
- 移動椅子：3,800席
- 種目及び同時使用面数：バレーボール4面、バスケットボール3面、ハンドボール1面、バドミントン12面、卓球30台、テニス3面、体操競技1式

### 武道場
- 柔道場（182 m2）
- 剣道場（182 m2）

### その他
- トレーニング室（ランニングマシーン4機、エアロバイク5機、コンビネーションマシーン、フリーウェイトバーベルなど）
- 第1会議室（90人用）
- 第2会議室（30人用）

## アクセス
- 名鉄名古屋本線「東岡崎駅」下車。名鉄バス北口バスターミナル4番「JR岡崎駅方面」行き、「岡崎警察署前」バス停下車、徒歩で約10分。
- JR東海道本線「岡崎駅」下車。東口より名鉄バス「東岡崎駅」方面行き、「岡崎警察署前」バス停下車、徒歩で約10分。
- 愛知環状鉄道・愛知環状鉄道線「六名駅」下車、徒歩で約10分。